# 克勞蒂亞·卡蒂納
克勞蒂亞·卡汀娜（義大利語：Claudia Cardinale，義大利語：[ˈklaudja kardiˈnaːle]，1938年4月15日—）是一名意大利女演员。她出生在法属突尼斯的突尼斯市，父亲是一名西西里铁路工人。她的母语为法语、突尼斯阿拉伯语以及西西里语，甚至当她开始拍摄意大利语电影的时候，她还不会说意大利语。

## 生平
克勞蒂亞·卡汀娜原本计划当一名老师，然而，这个计划由于她赢得了1957年的突尼斯最美意大利女孩竞赛而不得不告终。虽然赢得了这个比赛，但有趣的是她当时并不会说意大利语。赢得这个奖项后，意大利电影业很快就向她送来了橄榄枝。在罗马的电影学院进行了两个月的培训后，她同Vides电影公司签订了一份为期7年的合同。Vides的合同甚至规定她不准随便剪短发，不得变胖或是结婚。很快，在1958年她就因为一部电影而获得了国际性的名声。而Vides的制片人佛朗科·奎斯塔蒂除了负责管理她演出的电影外，更在1966年将她娶回了家。1963年克勞蒂亞·卡汀娜出演了由费德里柯·费里尼导演的《8½》，在这部影片中她第一次使用她那带有法语口音的意大利語，在这之前都是由电影公司另外找人给她配上意大利语的声音。事实上，费里尼颇为欣赏这种带有神秘色彩的法式意大利语。随着她的名声逐渐上升，法国明星碧姬·芭杜开始将意大利的克勞蒂亞·卡汀娜视作自己潜在的竞争对手。
克勞蒂亞·卡汀娜的第一部好莱坞电影是1964年的《頑皮豹之神偷魅影》，然而实际上这部影片的拍摄地点在意大利。在这部影片中她的声音也是后期配制的。不过，同年拍摄的电影《马戏城》（Circus World）中，克勞蒂亞·卡汀娜第一次在电影中念起了英文。虽然在好莱坞拍摄了一些电影，但实际上她并不喜欢好莱坞的明星体系，更希望把自己看做一个普通人。她同意多次前往好莱坞拍摄电影，但是不愿意同制片公司签订合同。1965年，克勞蒂亞·卡汀娜担任女主角，拍摄了由意大利导演塞吉歐·李昂尼执导的西部片《狂沙十萬里》。

## 外部連結
- Claudia Cardinale, at BFI Film & TV Database
- 在AllMovie上克勞蒂亞·卡蒂納的頁面（英文）
- 克勞蒂亞·卡蒂納在互联网电影资料库（IMDb）上的資料（英文）
- Official-claudiacardinale.com（页面存档备份，存于）
- Photographs and literature（页面存档备份，存于）